# Papež Fabijan
Sveti Fabijan, papež, mučenec in svetnik katoliške Cerkve, * 200 n. št., Rim (Italija, Rimsko cesarstvo); † 20. januar 250, Rim (Italija, Rimsko cesarstvo). V Rimskokatoliški cerkvi god 20. januarja.

## Življenjepis

### Mladost
Njegov oče Fabij (Fabius) je bil ugleden državljan; gospodaril je na svoji pristavi blizu Rima. Ko je Fabijan odrastel v mladeniča, je skupaj z očetom skrbel za gospodarstvo. Poleg tega je zmerej našel časa, da je ravnal kot novozavezni Tobija. Izredno skrb je namenil pokopavanju trupel mučencev, kar je bilo tedaj dokaj nevarno podjetje. Pod plaščem noči je bilo treba kradoma odnašati po stranskih poteh trupla na pokopališče; če bi namreč nanj naleteli rimski vojaki, bi to pomenilo gotovo smrt.

### Čudežna izvolitev
Zgodilo se je, da se duhovniki, ki so se po Anterovi smrti zbrali na volitve novega papeža, niso mogli zediniti. Razdelili so se na dve stranki in vsaka je imela svoje kandidate. Ko so potekale volitve, je tudi Fabijan prišel s svoje pristave, da bi zvedel za najnovejše dogodke. Stal je med krščanskim ljudstvom in poslušal novice. In glej: nenadoma se je spustil z višine snežno bel golob in obstal nad njegovo glavo. Ljudstvo je v tem pojavu videlo Božje znamenje in je zaklicalo: „Fabijan naj bo naš papež!” Ko so duhovniki slišali za dogodek, so se pridružili mnenju ljudstva in so izvolili Fabijana, ki je bil le preprost vernik, za Kristusovega namestnika na zemlji.
Zgodovinar in škof Evzebij v svoji Cerkveni zgodovini  pa o Fabijanovi izvolitvi za papeža poroča takole:  
Gordijanu je sledil kot rimski cesar Maksimin; Poncijanu, ki je bil škof Rimske cerkve skozi šest let, je sledil Anter. Ko je služboval šest mesecev, mu je sledil papež Fabijan. Pravijo, da je Fabijan prišel po Anterovi smrti skupaj z drugimi sorodniki z dežele po opravkih v Rim. Ko se je mudil v mestu, je bil izbran za službo po najbolj čudežnem Božjem razodetju in nebeški milosti. Ko so se vsi bratje zbrali, da bi z glasovanjem izvolili tistega, ki naj bi nasledil Antera v škofovstvu, so veljali kot kandidati v očeh mnogih nekateri priznani in častni možje; čeprav je bil navzoč tudi Fabijan, ni nanj pomislil nihče. Pripovedujejo, da se je nenadoma spustil sijajen bel golob na njegovo glavo, podobno kot se je spustil Sveti Duh nad Zveličarja v podobi goloba. Tedaj je vse ljudstvo, kakor da bi ga spodbudil Božji Duh, z vso vnemo in složno zavpilo, da je on vreden te časti. Brez odlašanja so ga sprejeli in posadili na škofovski sedež.  

### Mirno obdobje
Fabijan (Fabianus) izhaja iz rodu Fabijancev (gens Fabia). Ob začetku njegovega vladanja je še divjalo preganjanje kristjanov pod cesarjem Maksiminom Tračanom (235-238); kmalu pa so nastopili mirnješi dnevi. Gordijancase za kristjane nista zanimala. Filip Arabec pa je do njih kazal izrazito naklonjenost. Evzebij, Orozij (Orozius) in drugi pisci poročajo, da je s kristjani sodeloval pri velikonočnem bogoslužju.
Razen prav proti koncu je torej Cerkev vseh 14 let pod papežem Fabijanom uživala mir. Tako je bilo Fabijanu omogočeno, da konča nekatere stavbe v katakombah in uredi rimsko Cerkev; mirno je lahko v tem času zbiral podatke o mučencih pod prejšnjimi preganjanji.

### Pokristjanjenje Galov
Fabijan je poslal apostole za pokristjanjenje Galov. Poslal je sedem škofov iz Rima, da bi oznanjevali evangelij: Gacijana (Gatianus) v Tours, Trofima (Trophimus) v Arles, Pavla v Narbonne, Saturnina v Toulouse, Denisa v Pariz, Avstromona (Austromoine) v Clermont in svetega Marcijala (Martial) v Limoges. 
Papež Fabijan je dal prenesti relikvije mučencev Hipolita in Poncijanaa s Sardinije v Rim.

### Krst cesarja in njegovega sina
Mučeniška dela senatorja Poncija govorijo o tem, kako je papež Fabijan krstil cesarja Filipa Arabca in njegovega sina istega imena; vendar je to komaj verjetno. 

## Določbe
- Fabijan je Rim razdelil na sedem okrajev in vsakemu določil po enega diakona. Zgodovinar Evzebij iz Cezareje, ki je v letih 303-318 napisal prvo Cerkveno zgodovino, navaja pismo njegovega naslednika Kornelija, v katerem pravi: »V rimski Cerkvi je 46 duhovnikov, 7 diakonov, 7 subdiakonov, 42 akolitov, 52 eksorcistov, bralcev in vratarjev.« S to razdelitvijo je Fabijan položil temelje za kasnejše naslovne cerkve kardinalov.
- Posegel je tudi v daljni Egipt, kjer je takrat slovel Origen, eden največjih genijev, pisateljev in učiteljev stare krščanske dobe. Ko je Origen razen izredno globokih misli oznanjal tudi nekaj naukov, ki niso bili potrjeni od Cerkve, je na odločen papežev poziv poslal v Rim pismo v opravičilo.
- Papež Fabijan je določil način, kako deliti zakrament svete birme. Poudaril pa je, da je birmo uvedel že Jezus, ki je po zadnji večerji poučil svoje apostole, kako naj se pripravijo na prejem svete birme, ko bo poslal Svetega Duha na Binkošti. Zato je določil, naj se krizma in druga sveto olja blagoslovijo na Veliki četrtek.

## Smrt in češčenje

### Decijevo preganjanje
Prav proti koncu Fabijanovega pontifikata se je po več kot 40-letnem relativnem miru spet začelo hudo preganjanje kristjanov. Cesar Decij (249-251) je v duhu stare miselnosti branil stališče, da je rimska religija eno z božanstvom rimske države. Propadanje države naj bi zaustavili s krepitvijo stare rimske religije, kar pa se je temu upiralo je bilo treba za vsako ceno odstraniti. Decijevo preganjanje je skušalo zajeti kristjane po vsej državi. Cilj preganjalcev je bil, da bi iz kristjanov naredili odpadnike, ne pa mučence. Odlok, ki je izšel proti koncu leta 249 ali v januarju 250, je zahteval od vseh prebivalcev, naj časte rimske bogove in naj zato vsi opravijo javne daritve. Posebne komisije so nadzorovale darovanje in izdajale posameznikom potrdila (libelli), da so darovali. Preganjanje je kristjane presenetilo, ker so že dolgo uživali mir. Veliko jih je odpadlo. Nekateri so po zvezah dobili potrdilo, da so darovali, čeprav niso (libellatici). Mnogi so iz strahu potrosili kadilo pred maliki in pred cesarskim kipom (thurificati). Večina kristjanov je ostala zvesta in mnogo jih je pretrpelo zaplembo imetja, ječo ali smrt. Preganjanje je trajalo 15 do 16 mesecev, vendar Decij ni dosegel zaželenega uspeha. 
Med prvimi žrtvami Decijevega preganjanja je bil papež Fabijan, ki je umrl mučeniške smrti 20. januarja 250. Pokopali so ga v Kalistovih katakombah. Njegov grob z grškim napisom so odkrili leta 1854.

Cesar Decij je papeža Fabijana sodil sam. Proces je bil nenavadno kratek. 
Decij je sv. Fabijana vprašal: „Si ti rimski škof?” Ko je papež to priznal z besedico: „Sem”, je cesar odločil: „Si bil.” Ko so nato papeža odvedli na morišče, je Decij izjavil: „Rajši vidim, da se zoper mene vzdigne drug cesar, kakor da nastopi v Rimu nov papež.”
Res ni bilo mogoče izvoliti sv. Fabijanu naslednika Kornelija poldrugo leto – dokler ni z Decijevo smrtjo preganjanje prenehalo. 
Njegovo ime do danes navajamo pri sveti maši v Prvem rimskem kanonu skupaj s Sebastijanom; enako tudi v litanijah Vseh svetnikov.

### Ocena
Nekateri menijo, da spada med legende ne le poročilo o krstu cesarja, ampak tudi o pokristjanjenju Galov. 

## Galerija slik
- Sveti Fabijan in Sebastijan – kot mučenca ju pogosto slikajo, častijo in omenjajo skupaj [11]
- Sveti Fabijan in Sebastijan – skupaj v mučeništvu in v slavi[12]
- Sveti Fabijan [13]
- Sveti Fabijan s papeško tiaro in križem[14]